# Pease
Pease és una població dels Estats Units a l'estat de Minnesota. Segons el cens del 2000 tenia 163 habitants.

## Demografia
Segons el cens del 2000, Pease tenia 163 habitants, 62 habitatges, i 40 famílies. La densitat de població era de 146,4 habitants per km².
Dels 62 habitatges en un 41,9% hi vivien nens de menys de 18 anys, en un 54,8% hi vivien parelles casades, en un 9,7% dones solteres, i en un 33,9% no eren unitats familiars. En el 27,4% dels habitatges hi vivien persones soles l'11,3% de les quals corresponia a persones de 65 anys o més que vivien soles. El nombre mitjà de persones vivint en cada habitatge era de 2,63 i el nombre mitjà de persones que vivien en cada família era de 3,22.
Per edats la població es repartia de la següent manera: un 31,9% tenia menys de 18 anys, un 6,7% entre 18 i 24, un 36,8% entre 25 i 44, un 12,9% de 45 a 60 i un 11,7% 65 anys o més.
L'edat mediana era de 30 anys. Per cada 100 dones de 18 o més anys hi havia 113,5 homes.
La renda mediana per habitatge era de 35.833 $ i la renda mediana per família de 40.000 $. Els homes tenien una renda mediana de 30.179 $ mentre que les dones 23.333 $. La renda per capita de la població era de 17.344 $. Entorn del 12,5% de les famílies i el 10,2% de la població estaven per davall del llindar de pobresa.

## Poblacions més properes
El següent diagrama mostra les poblacions més properes.